# Sophie Berlinghof
Sophie Berlinghof, née le 9 décembre 1910 à Handschuhsheim et morte le 18 mars 2002 à Heidelberg, est une femme politique allemande, membre du Parti communiste et une résistante contre le nazisme. Elle est expulsée de l'université, où elle étudie la médecine dentaire, en raison de ses activités politiques et arrêtée. De 1947 à 1956, elle est membre du conseil municipal de Heidelberg et, pendant de nombreuses années, présidente de l'Association des personnes persécutées par le régime nazi - Confédération des antifascistes (VVN / BdA) du district de Heidelberg.

## Biographie
Sophie Kuhn est née le 9 décembre 1910 à Handschusheim, un quartier de Heidelberg. Elle est la cinquième enfant d'une famille modeste.
En 1931, elle obtient son diplôme d'études secondaires (Abitur) et souhaite devenir enseignante. Mais, à l'époque, seules les femmes célibataires peuvent être enseignantes (Lehrerinnenzölibat (de)). Sa famille n'ayant pas beaucoup d'argent, elle décide la même année d'étudier la médecine dentaire à l'Université de Heidelberg en raison de la courte durée de ses études,. 
Elle est membre active de la Ligue de la jeunesse communiste (Kommunistischen Jugendverband) et, en décembre 1932, elle figure sur la liste Roten Studentengruppe (Groupe des étudiants rouges) pour les élections au Parlement des étudiants (de). Après l'arrivée au pouvoir des nationaux-socialistes en janvier 1933, cette liste refait surface dans un journal local qui demande des sanctions contre les signataires. Des appels publics au boycott de l'entreprise laitière de ses parents sont même lancés mais avec peu de succès. En 1933, Sophie Kuhn est expulsée de l'université, avec 27 autres étudiants, et interdite de poursuivre des études ultérieures dans les universités allemandes en raison de son soutien et/ou appartenance au groupe des étudiants rouges,. Elle ne peut pas terminer ses études, ses parents ne pouvant financer des études à l'étranger,.  
Elle organise également des manifestations et distribue des tracts contre le national-socialisme.   
Dans une interview, elle déclare: « Quand nous étions jeunes étudiantes avant 1933 et que nous distribuions des tracts, on nous disait toujours : Rentrez à la cuisine, rentrez à la maison ! »
En août 1933, elle est arrêtée après une réunion et placée en détention de protection pendant deux semaines à la prison de Faulen Pelz,,.
En 1935, elle épouse Hans Berlinghof, avec qui elle soutient la résistance communiste et collecte de l'argent pour les familles des camarades emprisonnés,. Dans les années qui suivent, ses liens avec le Parti communiste, désormais illégal, l'empêchent de trouver du travail ou de bénéficier d'aides. Elle est réquisitionnée en 1943 pour le service de guerre mais refuse de travailler dans l'industrie de l'armement. Elle travaille alors dans une usine pharmaceutique à Heidelberg. 
En 1945, après la fin de la guerre, Sophie Berlinghof participe au rétablissement du Parti communiste (KPD) et à la création de l'Association des personnes persécutées par le régime nazi – Confédération des antifascistes (VNN/BdA). 
Elle est assesseure du KPD à la Spruchkammer à Heidelberg, chargée de la dénazification, mais la quitte rapidement car elle estime que les principaux coupables n'y sont pas jugés. 
En 1947, avec trois autres femmes, elle est élue pour la première fois au conseil municipal de Heidelberg et participe à la Commission du logement, des affaires sociales et de l'aide sociale. Cependant, elle déclare dans un entretien  « Les communistes étaient surtout utilisés dans les instances du logement parce que c'étaient les plus difficiles. Il fallait confisquer des appartements. Ce département a été attribué aux communistes et ils ont été pratiquement diffamés ». 
Elle est réélue en 1950 mais cesse de siéger en 1956, lorsque le Parti communiste allemand est à nouveau interdit. 
En 1956, elle signe un tract affirmant que d'anciens nazis sont assis dans l'antichambre d'Adenauer, ce qui lui vaut d'être accusée de calomnie.
Hans Berlinghof meurt en 1955. Comme la pension de veuve n'est pas suffisante pour vivre, Sophie Berlinghof ouvre avec sa sœur un magasin de fruits et légumes à Handschuhsheim. La porte de la boutique est souvent barbouillée de slogans nazis et de croix gammées.  Elle dirige l'entreprise jusqu'en 1983. 
Après la reconstitution du Parti communiste allemand, Sophie Berlinghof y redevient active et assure aussi la présidence de l'Association des personnes persécutées par le régime nazi – Confédération des antifascistes (VNN/BdA). 
Elle maintient la mémoire du nazisme et de la résistance, en organisant des "visites antifascistes" à Heidelberg et par des entretiens avec des témoins de cette époque,.
Sophie Berlinghof décède le 18 mars 2002 à l'âge de 91 ans à Heidelberg. Elle est enterrée au cimetière de Handschusheim. L'initiative antifasciste de Heidelberg lui rend hommage « Jusqu'à sa mort, elle est restée active contre le fascisme, la guerre et le règne du capital. Avec Sophie, nous perdons non seulement l'un des derniers témoins contemporains du Heidelberg de la résistance contre le national-socialisme, mais aussi une camarade qui a été et reste pour nous un modèle dans sa confiance, même dans les défaites et dans son inflexibilité jusqu'à ce jour. »